# Rosalind Tanner
Rosalind Cecilia Hildegard Tanner, geborene Young, sie benutzte den Vornamen Cecily, (* 5. Februar 1900 in Göttingen; † 24. November 1992) war eine britische Mathematikerin und Mathematikhistorikerin.
Sie veröffentlichte bis 1953 unter Rosalind Cecily Young oder R. Cecily Young und danach als R. C. H. Tanner.
Rosalind Tanner war die älteste Tochter (von sechs Kindern) der Mathematiker Grace Chisholm Young und William Henry Young. Sie ging in Göttingen, Genf und Lausanne zur Schule und studierte ab 1917 an der Universität Lausanne mit einem Lizenziats-Abschluss 1925 (Licenciée es Sciences Math). Dazwischen arbeitete sie mit ihrem Vater am University College Wales in Aberystwyth und mit Edward Collingwood an der Übersetzung eines Lehrbuchs von Georges Valiron, das 1923 als Lecture on the general theory of integral functions erschien. Von Lausanne ging sie 1925 an die Universität Cambridge ans Girton College und wurde dort 1928 bei Ernest William Hobson promoviert (Foundations For The Generalisation Of The Theory Of Stieltjes' Integration And Of The Theory Of Length, Area And Volume. An N-Dimensional Treatment).
In einer 1931 erschienenen aus ihrer Dissertation hervorgegangenen Arbeit, war sie eine Pionierin der Intervallarithmetik. Ab 1936 befasste sie sich nicht mehr mit mathematischer Forschung, arbeitete aber eine Weile mit Sydney Chapman an einem Lehrbuch der mathematischen Physik, das nicht vollendet wurde.
Ab 1933 war sie am Imperial College London, wo sie ein mathematisches Forschungsseminar einrichtete (u. a. 1961 mit G. J. Whithrow) und sich mit Mathematikgeschichte befasste, speziell des 16. und 17. Jahrhunderts und mit Thomas Harriot, über den sie Seminare in Oxford (1967) und Durham organisierte.  1967 ging sie in den Ruhestand, blieb aber wissenschaftlich aktiv. Das Forschungsseminar zu Harriot, von ihr 1967 gegründet, findet noch heute jährlich abwechselnd in Durham (von ihr 1979 gegründet) und in Oxford statt.
1953 heiratete sie Bernard Tanner, der als Ingenieur die technischen Einrichtungen des Imperial College überwachte, aber neun Monate nach der Hochzeit starb.

## Schriften
- Functions of {\displaystyle \Sigma } defined by addition of functions of intervals in n-dimensional formulation, Mathematische Zeitschrift, Band 29, 1929, S. 171–216, Digitalisat
- On Riemann integration with respect to a continuous increment, Mathematische Zeitschrift, Band 29, 1929, S. 217–233, Digitalisat
- The algebra of many-valued quantities, Mathematische Annalen, Band 104, 1931, S. 260–280 , Digitalisat
  - Review von Arnold Schmidt

Arbeiten über Thomas Harriot:
- Henry Stevens and the associates of Thomas Harriot, in Thomas Harriot: Renaissance scientist (Oxford, 1974), 91–106.
- Nathaniel Torporley's 'Congestor analyticus' and Thomas Harriot's 'De triangulis laterum rationalium', Ann. of Sci. 34 (4) (1977), 393–428.
- The ordered regiment of the minus sign : off-beat mathematics in Harriot's manuscripts, Ann. of Sci. 37 (2) (1980), 127–158.
- The study of Thomas Harriot's manuscripts. I. Harriot's will, History of science 6 (Cambridge, 1967), 1–16.
- Thomas Harriot as mathematician. A legacy of hearsay. I, Physis-Riv. Internaz. Storia Sci. 9 (1967), 235–247.
- Thomas Harriot as mathematician. A legacy of hearsay. II, Physis-Riv. Internaz. Storia Sci. 9 (1967), 257–292.